# Pterinopelma sazimai
Pterinopelma sazimai là một loài nhện trong họ Theraphosidae. Chúng được miêu tả năm 2011 bởi Bertani, Nagahama & Fukushima.